# Jappie van Dijk
Jacob „Jappie“ van Dijk (* 29. September 1944 in Ruigahuizen) ist ein ehemaliger niederländischer Eisschnellläufer.

## Werdegang
Van Dijk nahm von 1964 bis 1976 an nationalen Wettbewerben teil und wurde im Jahr 1973 niederländischer Meister im Großen Vierkampf. Zudem errang er bei niederländischen Meisterschaften einmal den dritten Platz im Großen Vierkampf. International trat er erstmals in der Saison 1967/68 in Erscheinung und kam in der Saison 1969/70 bei der Mehrkampfeuropameisterschaft 1970 in Innsbruck auf den 12. Platz sowie bei der Mehrkampfweltmeisterschaft 1970 in Oslo auf den 16. Rang im Großen Vierkampf. In der Saison 1971/72 belegte er bei der Mehrkampfweltmeisterschaft 1972 in Oslo den 14. Platz und im Februar 1972 in Sapporo bei seiner einzigen Teilnahme an Olympischen Winterspielen den 32. Rang über 500 m. In der folgenden Saison lief er bei der Mehrkampfeuropameisterschaft 1973 in Grenoble und bei der Mehrkampfweltmeisterschaft 1973 in Deventer jeweils auf den sechsten Platz im Großen Vierkampf. In seiner letzten internationalen Saison 1973/74 nahm er an der International Speed Skating League teil und wurde dabei bei der Europameisterschaft in Skien Vierter im Großen Vierkampf.

## Erfolge

### Olympische Spiele
- 1972 Sapporo: 32. Platz 500 m

### Mehrkampf-Weltmeisterschaften
- 1970 Oslo: 16. Platz Großer Vierkampf
- 1972 Oslo: 14. Platz Großer Vierkampf
- 1973 Deventer: 6. Platz Großer Vierkampf

### Mehrkampf-Europameisterschaften
- 1970 Innsbruck: 12. Platz Großer Vierkampf
- 1973 Grenoble: 6. Platz Großer Vierkampf

## Persönliche Bestleistungen
| Disziplin | Zeit         | Datum             | Ort      |
| --------- | ------------ | ----------------- | -------- |
| 500 m     | 41,00 s      | 4. März 1972      | Inzell   |
| 1000 m    | 1:24,85 min  | 19. November 1972 | Inzell   |
| 1500 m    | 2:02,50 min  | 15. Januar 1972   | Davos    |
| 3000 m    | 4:17,00 min  | 19. Januar 1973   | Davos    |
| 5000 m    | 7:16,90 min  | 4. März 1972      | Inzell   |
| 10.000 m  | 15:32,12 min | 27. Januar 1973   | Grenoble |